# Episodi di Z Cars (sesta stagione)
La sesta stagione della serie televisiva Z Cars è stata trasmessa in anteprima nel Regno Unito dalla BBC One tra il 6 marzo 1967 e il 24 giugno 1971.
| nº  | Titolo originale                                               | Titolo italiano | Prima TV UK       | Prima TV Italia |
| --- | -------------------------------------------------------------- | --------------- | ----------------- | --------------- |
| 1   | I Don't Want Evidence (Part 1)                                 |                 | 6 marzo 1967      |                 |
| 2   | I Don't Want Evidence (Part 2)                                 |                 | 7 marzo 1967      |                 |
| 3   | Ever Seen a Happy Cop? (Part 1)                                |                 | 13 marzo 1967     |                 |
| 4   | Ever Seen a Happy Cop? (Part 2)                                |                 | 14 marzo 1967     |                 |
| 5   | You Want 'Em - You Find 'Em (Part 1)                           |                 | 20 marzo 1967     |                 |
| 6   | You Want 'Em - You Find 'Em (Part 2)                           |                 | 21 marzo 1967     |                 |
| 7   | The Great Fur Robbery (Part 1)                                 |                 | 27 marzo 1967     |                 |
| 8   | The Great Fur Robbery (Part 2)                                 |                 | 28 marzo 1967     |                 |
| 9   | Gelignite (Part 1)                                             |                 | 3 aprile 1967     |                 |
| 10  | Gelignite (Part 2)                                             |                 | 4 aprile 1967     |                 |
| 11  | All They Have to Do Is Spend It (Part 1)                       |                 | 10 aprile 1967    |                 |
| 12  | All They Have to Do Is Spend It (Part 2)                       |                 | 11 aprile 1967    |                 |
| 13  | Who Said Anything About the Law? (Part 1)                      |                 | 17 aprile 1967    |                 |
| 14  | Who Said Anything About the Law? (Part 2)                      |                 | 18 aprile 1967    |                 |
| 15  | Standard Procedure (Part 1)                                    |                 | 24 aprile 1967    |                 |
| 16  | Standard Procedure (Part 2)                                    |                 | 25 aprile 1967    |                 |
| 17  | The Nesbitts Are Back (Part 1)                                 |                 | 1º maggio 1967    |                 |
| 18  | The Nesbitts Are Back (Part 2)                                 |                 | 2 maggio 1967     |                 |
| 19  | Finch and Sons (Part 1)                                        |                 | 8 maggio 1967     |                 |
| 20  | Finch and Sons (Part 2)                                        |                 | 9 maggio 1967     |                 |
| 21  | When Did You Last See Your Father? (Part 1)                    |                 | 15 maggio 1967    |                 |
| 22  | When Did You Last See Your Father? (Part 2)                    |                 | 16 maggio 1967    |                 |
| 23  | When Did You Last See Your Father? (Part 3)                    |                 | 22 maggio 1967    |                 |
| 24  | When Did You Last See Your Father? (Part 4)                    |                 | 23 maggio 1967    |                 |
| 25  | Sheena (Part 1)                                                |                 | 29 maggio 1967    |                 |
| 26  | Sheena (Part 2)                                                |                 | 30 maggio 1967    |                 |
| 27  | She's Not Yours, She's Mine (Part 1)                           |                 | 5 giugno 1967     |                 |
| 28  | She's Not Yours, She's Mine (Part 2)                           |                 | 6 giugno 1967     |                 |
| 29  | The Placer (Part 1)                                            |                 | 12 giugno 1967    |                 |
| 30  | The Placer (Part 2)                                            |                 | 13 giugno 1967    |                 |
| 31  | Don't Wrap It Up, I'll Take It with Me (Part 1)                |                 | 19 giugno 1967    |                 |
| 32  | Don't Wrap It Up, I'll Take It with Me (Part 2)                |                 | 20 giugno 1967    |                 |
| 33  | I Never Meant to Drop Him (Part 1)                             |                 | 26 giugno 1967    |                 |
| 34  | I Never Meant to Drop Him (Part 2)                             |                 | 27 giugno 1967    |                 |
| 35  | Never Give a Copper an Even Break (Part 1)                     |                 | 3 luglio 1967     |                 |
| 36  | Never Give a Copper an Even Break (Part 2)                     |                 | 4 luglio 1967     |                 |
| 37  | It Was Doing Nothing (Part 1)                                  |                 | 10 luglio 1967    |                 |
| 38  | It Was Doing Nothing (Part 2)                                  |                 | 11 luglio 1967    |                 |
| 39  | The Sledgehammer and the Nut (Part 1)                          |                 | 17 luglio 1967    |                 |
| 40  | The Sledgehammer and the Nut (Part 2)                          |                 | 18 luglio 1967    |                 |
| 41  | All Through the Night (Part 1)                                 |                 | 24 luglio 1967    |                 |
| 42  | All Through the Night (Part 2)                                 |                 | 25 luglio 1967    |                 |
| 43  | Prejudice (Part 1)                                             |                 | 31 luglio 1967    |                 |
| 44  | Prejudice (Part 2)                                             |                 | 1º agosto 1967    |                 |
| 45  | Boy (Part 1)                                                   |                 | 7 agosto 1967     |                 |
| 46  | Boy (Part 2)                                                   |                 | 8 agosto 1967     |                 |
| 47  | Play It Hot, Play It Cool (Part 1)                             |                 | 14 agosto 1967    |                 |
| 48  | Play It Hot, Play It Cool (Part 2)                             |                 | 15 agosto 1967    |                 |
| 49  | The Great Art Robbery (Part 1)                                 |                 | 21 agosto 1967    |                 |
| 50  | The Great Art Robbery (Part 2)                                 |                 | 22 agosto 1967    |                 |
| 51  | First on the Scene (Part 1)                                    |                 | 28 agosto 1967    |                 |
| 52  | First on the Scene (Part 2)                                    |                 | 29 agosto 1967    |                 |
| 53  | It's Easy Once You Know How (Part 1)                           |                 | 4 settembre 1967  |                 |
| 54  | It's Easy Once You Know How (Part 2)                           |                 | 5 settembre 1967  |                 |
| 55  | If I Can't Have Him (Part 1)                                   |                 | 11 settembre 1967 |                 |
| 56  | If I Can't Have Him (Part 2)                                   |                 | 12 settembre 1967 |                 |
| 57  | A Little Bit of Respect (Part 1)                               |                 | 18 settembre 1967 |                 |
| 58  | A Little Bit of Respect (Part 2)                               |                 | 19 settembre 1967 |                 |
| 59  | Calling the Tune (Part 1)                                      |                 | 25 settembre 1967 |                 |
| 60  | Calling the Tune (Part 2)                                      |                 | 26 settembre 1967 |                 |
| 61  | Sauce for the Goose (Part 1)                                   |                 | 2 ottobre 1967    |                 |
| 62  | Sauce for the Goose (Part 2)                                   |                 | 3 ottobre 1967    |                 |
| 63  | The Nose on Your Face (Part 1)                                 |                 | 9 ottobre 1967    |                 |
| 64  | The Nose on Your Face (Part 2)                                 |                 | 10 ottobre 1967   |                 |
| 65  | A Handful of Dust (Part 1)                                     |                 | 16 ottobre 1967   |                 |
| 66  | A Handful of Dust (Part 2)                                     |                 | 17 ottobre 1967   |                 |
| 67  | All in a Day's Work (Part 1)                                   |                 | 23 ottobre 1967   |                 |
| 68  | All in a Day's Work (Part 2)                                   |                 | 24 ottobre 1967   |                 |
| 69  | Invasion of Privacy (Part 1)                                   |                 | 30 ottobre 1967   |                 |
| 70  | Invasion of Privacy (Part 2)                                   |                 | 31 ottobre 1967   |                 |
| 71  | Granny, the Swings (Part 1)                                    |                 | 6 novembre 1967   |                 |
| 72  | Granny, the Swings (Part 2)                                    |                 | 7 novembre 1967   |                 |
| 73  | Saturday Night Was Murder (Part 1)                             |                 | 13 novembre 1967  |                 |
| 74  | Saturday Night Was Murder (Part 2)                             |                 | 14 novembre 1967  |                 |
| 75  | They're Not Supposed to Do That - Are They? (Part 1)           |                 | 20 novembre 1967  |                 |
| 76  | They're Not Supposed to Do That - Are They? (Part 2)           |                 | 21 novembre 1967  |                 |
| 77  | The Victim (Part 1)                                            |                 | 27 novembre 1967  |                 |
| 78  | The Victim (Part 2)                                            |                 | 28 novembre 1967  |                 |
| 79  | Too Quiet for Sunday (Part 1)                                  |                 | 4 dicembre 1967   |                 |
| 80  | Too Quiet for Sunday (Part 2)                                  |                 | 5 dicembre 1967   |                 |
| 81  | A Right to Live (Part 1)                                       |                 | 11 dicembre 1967  |                 |
| 82  | A Right to Live (Part 2)                                       |                 | 12 dicembre 1967  |                 |
| 83  | The Collector (Part 1)                                         |                 | 18 dicembre 1967  |                 |
| 84  | The Collector (Part 2)                                         |                 | 19 dicembre 1967  |                 |
| 85  | Family Affair (Part 1)                                         |                 | 25 dicembre 1967  |                 |
| 86  | Family Affair (Part 2)                                         |                 | 26 dicembre 1967  |                 |
| 87  | Should Auld Acquaintance (Part 1)                              |                 | 1º gennaio 1968   |                 |
| 88  | Should Auld Acquaintance (Part 2)                              |                 | 2 gennaio 1968    |                 |
| 89  | You Can't Win 'Em All! (Part 1)                                |                 | 8 gennaio 1968    |                 |
| 90  | You Can't Win 'Em All! (Part 2)                                |                 | 9 gennaio 1968    |                 |
| 91  | Take It with a Pinch of Salt (Part 1)                          |                 | 15 gennaio 1968   |                 |
| 92  | Take It with a Pinch of Salt (Part 2)                          |                 | 16 gennaio 1968   |                 |
| 93  | Nothing to Report (Part 1)                                     |                 | 22 gennaio 1968   |                 |
| 94  | Nothing to Report (Part 2)                                     |                 | 23 gennaio 1968   |                 |
| 95  | Inside Information (Part 1)                                    |                 | 29 gennaio 1968   |                 |
| 96  | Inside Information (Part 2)                                    |                 | 30 gennaio 1968   |                 |
| 97  | Honour Among Thieves (Part 1)                                  |                 | 5 febbraio 1968   |                 |
| 98  | Honour Among Thieves (Part 2)                                  |                 | 6 febbraio 1968   |                 |
| 99  | Aren't Policemen Wonderful (Part 1)                            |                 | 12 febbraio 1968  |                 |
| 100 | Aren't Policemen Wonderful (Part 2)                            |                 | 13 febbraio 1968  |                 |
| 101 | Out of the Frying Pan (Part 1)                                 |                 | 19 febbraio 1968  |                 |
| 102 | Out of the Frying Pan (Part 2)                                 |                 | 20 febbraio 1968  |                 |
| 103 | What D'Yer Mean - Charity? (Part 1)                            |                 | 26 febbraio 1968  |                 |
| 104 | What D'Yer Mean - Charity? (Part 2)                            |                 | 27 febbraio 1968  |                 |
| 105 | Person to Person (Part 1)                                      |                 | 4 marzo 1968      |                 |
| 106 | Person to Person (Part 2)                                      |                 | 5 marzo 1968      |                 |
| 107 | A Hobby, You Might Say (Part 1)                                |                 | 11 marzo 1968     |                 |
| 108 | A Hobby, You Might Say (Part 2)                                |                 | 12 marzo 1968     |                 |
| 109 | Hudson's Way (Part 1)                                          |                 | 18 marzo 1968     |                 |
| 110 | Hudson's Way (Part 2)                                          |                 | 19 marzo 1968     |                 |
| 111 | Blind Alley (Part 1)                                           |                 | 25 marzo 1968     |                 |
| 112 | Blind Alley (Part 2)                                           |                 | 26 marzo 1968     |                 |
| 113 | The Saint of Concrete Canyon (Part 1)                          |                 | 1º aprile 1968    |                 |
| 114 | The Saint of Concrete Canyon (Part 2)                          |                 | 2 aprile 1968     |                 |
| 115 | Criminal Type (Part 1)                                         |                 | 8 aprile 1968     |                 |
| 116 | Criminal Type (Part 2)                                         |                 | 9 aprile 1968     |                 |
| 117 | The Man Who Was Inspector Todd (Part 1)                        |                 | 15 aprile 1968    |                 |
| 118 | The Man Who Was Inspector Todd (Part 2)                        |                 | 16 aprile 1968    |                 |
| 119 | Some Girls Pick 'Em (Part 1)                                   |                 | 22 aprile 1968    |                 |
| 120 | Some Girls Pick 'Em (Part 2)                                   |                 | 23 aprile 1968    |                 |
| 121 | The Battleground (Part 1)                                      |                 | 29 aprile 1968    |                 |
| 122 | The Battleground (Part 2)                                      |                 | 30 aprile 1968    |                 |
| 123 | The Witness (Part 1)                                           |                 | 6 maggio 1968     |                 |
| 124 | The Witness (Part 2)                                           |                 | 7 maggio 1968     |                 |
| 125 | The Guilty Ones (Part 1)                                       |                 | 13 maggio 1968    |                 |
| 126 | The Guilty Ones (Part 2)                                       |                 | 14 maggio 1968    |                 |
| 127 | At Least You Know You've Tried (Part 1)                        |                 | 20 maggio 1968    |                 |
| 128 | At Least You Know You've Tried (Part 2)                        |                 | 21 maggio 1968    |                 |
| 129 | Two's a Pair (Part 1)                                          |                 | 27 maggio 1968    |                 |
| 130 | Two's a Pair (Part 2)                                          |                 | 28 maggio 1968    |                 |
| 131 | Tomorrow's Another Day (Part 1)                                |                 | 3 giugno 1968     |                 |
| 132 | Tomorrow's Another Day (Part 2)                                |                 | 4 giugno 1968     |                 |
| 133 | Who Was That Lady? (Part 1)                                    |                 | 10 giugno 1968    |                 |
| 134 | Who Was That Lady? (Part 2)                                    |                 | 11 giugno 1968    |                 |
| 135 | Talk Your Way Out of That (Part 1)                             |                 | 17 giugno 1968    |                 |
| 136 | Talk Your Way Out of That (Part 2)                             |                 | 18 giugno 1968    |                 |
| 137 | Application (Part 1)                                           |                 | 8 luglio 1968     |                 |
| 138 | Application (Part 2)                                           |                 | 9 luglio 1968     |                 |
| 139 | The Luck of the Irish (Part 1)                                 |                 | 15 luglio 1968    |                 |
| 140 | The Luck of the Irish (Part 2)                                 |                 | 16 luglio 1968    |                 |
| 141 | A Kind of Proof (Part 1)                                       |                 | 22 luglio 1968    |                 |
| 142 | A Kind of Proof (Part 2)                                       |                 | 23 luglio 1968    |                 |
| 143 | A Matter for Thought (Part 1)                                  |                 | 29 luglio 1968    |                 |
| 144 | A Matter for Thought (Part 2)                                  |                 | 30 luglio 1968    |                 |
| 145 | Some Kind of Nut (Part 1)                                      |                 | 5 agosto 1968     |                 |
| 146 | Some Kind of Nut (Part 2)                                      |                 | 6 agosto 1968     |                 |
| 147 | He Must Be Up to No Good (Part 1)                              |                 | 12 agosto 1968    |                 |
| 148 | He Must Be Up to No Good (Part 2)                              |                 | 13 agosto 1968    |                 |
| 149 | It's a Sort of Game (Part 1)                                   |                 | 19 agosto 1968    |                 |
| 150 | It's a Sort of Game (Part 2)                                   |                 | 20 agosto 1968    |                 |
| 151 | Anyone Can Make a Mistake (Part 1)                             |                 | 26 agosto 1968    |                 |
| 152 | Anyone Can Make a Mistake (Part 2)                             |                 | 27 agosto 1968    |                 |
| 153 | Attack (Part 1)                                                |                 | 2 settembre 1968  |                 |
| 154 | Attack (Part 2)                                                |                 | 3 settembre 1968  |                 |
| 155 | You Worry Too Much, Charlie (Part 1)                           |                 | 9 settembre 1968  |                 |
| 156 | You Worry Too Much, Charlie (Part 2)                           |                 | 10 settembre 1968 |                 |
| 157 | Punch-Up (Part 1)                                              |                 | 16 settembre 1968 |                 |
| 158 | Punch-Up (Part 2)                                              |                 | 17 settembre 1968 |                 |
| 159 | More Ways of Killing the Cat (Part 1)                          |                 | 23 settembre 1968 |                 |
| 160 | More Ways of Killing the Cat (Part 2)                          |                 | 24 settembre 1968 |                 |
| 161 | No Charge for the Estimate (Part 1)                            |                 | 30 settembre 1968 |                 |
| 162 | No Charge for the Estimate (Part 2)                            |                 | 1º ottobre 1968   |                 |
| 163 | The Paperchase (Part 1)                                        |                 | 7 ottobre 1968    |                 |
| 164 | The Paperchase (Part 2)                                        |                 | 8 ottobre 1968    |                 |
| 165 | Vigilance (Part 1)                                             |                 | 14 ottobre 1968   |                 |
| 166 | Vigilance (Part 2)                                             |                 | 15 ottobre 1968   |                 |
| 167 | The Tip-Off (Part 1)                                           |                 | 21 ottobre 1968   |                 |
| 168 | The Tip-Off (Part 2)                                           |                 | 22 ottobre 1968   |                 |
| 169 | Prevention Is Better (Part 1)                                  |                 | 28 ottobre 1968   |                 |
| 170 | Prevention Is Better (Part 2)                                  |                 | 29 ottobre 1968   |                 |
| 171 | Special Relationship (Part 1)                                  |                 | 4 novembre 1968   |                 |
| 172 | Special Relationship (Part 2)                                  |                 | 5 novembre 1968   |                 |
| 173 | A Proper George Washington (Part 1)                            |                 | 11 novembre 1968  |                 |
| 174 | A Proper George Washington (Part 2)                            |                 | 12 novembre 1968  |                 |
| 175 | I Know My Coppers (Part 1)                                     |                 | 18 novembre 1968  |                 |
| 176 | I Know My Coppers (Part 2)                                     |                 | 19 novembre 1968  |                 |
| 177 | Follow the Form (Part 1)                                       |                 | 25 novembre 1968  |                 |
| 178 | Follow the Form (Part 2)                                       |                 | 26 novembre 1968  |                 |
| 179 | Breakdown (Part 1)                                             |                 | 2 dicembre 1968   |                 |
| 180 | Breakdown (Part 2)                                             |                 | 3 dicembre 1968   |                 |
| 181 | Will He... Won't He...? (Part 1)                               |                 | 9 dicembre 1968   |                 |
| 182 | Will He... Won't He...? (Part 2)                               |                 | 10 dicembre 1968  |                 |
| 183 | Dead End (Part 1)                                              |                 | 16 dicembre 1968  |                 |
| 184 | Dead End (Part 2)                                              |                 | 17 dicembre 1968  |                 |
| 185 | Blame It on Father Christmas (Part 1)                          |                 | 23 dicembre 1968  |                 |
| 186 | Blame It on Father Christmas (Part 2)                          |                 | 24 dicembre 1968  |                 |
| 187 | For Auld Lang Syne (Part 1)                                    |                 | 30 dicembre 1968  |                 |
| 188 | For Auld Lang Syne (Part 2)                                    |                 | 31 dicembre 1968  |                 |
| 189 | Unidentified Marks (Part 1)                                    |                 | 6 gennaio 1969    |                 |
| 190 | Unidentified Marks (Part 2)                                    |                 | 7 gennaio 1969    |                 |
| 191 | Picture of Guilt (Part 1)                                      |                 | 13 gennaio 1969   |                 |
| 192 | Picture of Guilt (Part 2)                                      |                 | 14 gennaio 1969   |                 |
| 193 | It Works Both Ways (Part 1)                                    |                 | 20 gennaio 1969   |                 |
| 194 | It Works Both Ways (Part 2)                                    |                 | 21 gennaio 1969   |                 |
| 195 | Alibi (Part 1)                                                 |                 | 27 gennaio 1969   |                 |
| 196 | Alibi (Part 2)                                                 |                 | 28 gennaio 1969   |                 |
| 197 | Lost Property (Part 1)                                         |                 | 3 febbraio 1969   |                 |
| 198 | Lost Property (Part 2)                                         |                 | 4 febbraio 1969   |                 |
| 199 | Fear or Favour (Part 1)                                        |                 | 10 febbraio 1969  |                 |
| 200 | Fear or Favour (Part 2)                                        |                 | 11 febbraio 1969  |                 |
| 201 | The Lonely Place (Part 1)                                      |                 | 17 febbraio 1969  |                 |
| 202 | The Lonely Place (Part 2)                                      |                 | 18 febbraio 1969  |                 |
| 203 | Foggy Night (Part 1)                                           |                 | 24 febbraio 1969  |                 |
| 204 | Foggy Night (Part 2)                                           |                 | 25 febbraio 1969  |                 |
| 205 | The Soft Touch (Part 1)                                        |                 | 3 marzo 1969      |                 |
| 206 | The Soft Touch (Part 2)                                        |                 | 4 marzo 1969      |                 |
| 207 | Special Duty (Part 1)                                          |                 | 10 marzo 1969     |                 |
| 208 | Special Duty (Part 2)                                          |                 | 11 marzo 1969     |                 |
| 209 | One End of the Road (Part 1)                                   |                 | 17 marzo 1969     |                 |
| 210 | One End of the Road (Part 2)                                   |                 | 18 marzo 1969     |                 |
| 211 | Welcome to Newtown (Part 1)                                    |                 | 24 marzo 1969     |                 |
| 212 | Welcome to Newtown (Part 2)                                    |                 | 25 marzo 1969     |                 |
| 213 | All the Birds of the Air (Part 1)                              |                 | 31 marzo 1969     |                 |
| 214 | All the Birds of the Air (Part 2)                              |                 | 1º aprile 1969    |                 |
| 215 | Carbon Copy (Part 1)                                           |                 | 7 aprile 1969     |                 |
| 216 | Carbon Copy (Part 2)                                           |                 | 8 aprile 1969     |                 |
| 217 | Not a Bad Lad Really (Part 1)                                  |                 | 14 aprile 1969    |                 |
| 218 | Not a Bad Lad Really (Part 2)                                  |                 | 15 aprile 1969    |                 |
| 219 | Snout (Part 1)                                                 |                 | 21 aprile 1969    |                 |
| 220 | Snout (Part 2)                                                 |                 | 22 aprile 1969    |                 |
| 221 | The Exiles (Part 1)                                            |                 | 28 aprile 1969    |                 |
| 222 | The Exiles (Part 2)                                            |                 | 29 aprile 1969    |                 |
| 223 | It's Not Against the Law (Part 1)                              |                 | 5 maggio 1969     |                 |
| 224 | It's Not Against the Law (Part 2)                              |                 | 6 maggio 1969     |                 |
| 225 | Hit and Run (Part 1)                                           |                 | 12 maggio 1969    |                 |
| 226 | Hit and Run (Part 2)                                           |                 | 13 maggio 1969    |                 |
| 227 | One of Our Own (Part 1)                                        |                 | 19 maggio 1969    |                 |
| 228 | One of Our Own (Part 2)                                        |                 | 20 maggio 1969    |                 |
| 229 | No Objection to Bail (Part 1)                                  |                 | 26 maggio 1969    |                 |
| 230 | No Objection to Bail (Part 2)                                  |                 | 27 maggio 1969    |                 |
| 231 | Sunday... Sunday... (Part 1)                                   |                 | 2 giugno 1969     |                 |
| 232 | Sunday... Sunday... (Part 2)                                   |                 | 3 giugno 1969     |                 |
| 233 | Double Game (Part 1)                                           |                 | 9 giugno 1969     |                 |
| 234 | Double Game (Part 2)                                           |                 | 10 giugno 1969    |                 |
| 235 | Spare the Rod (Part 1)                                         |                 | 16 giugno 1969    |                 |
| 236 | Spare the Rod (Part 2)                                         |                 | 17 giugno 1969    |                 |
| 237 | You've Got to Keep Them Talking (Part 1)                       |                 | 7 luglio 1969     |                 |
| 238 | You've Got to Keep Them Talking (Part 2)                       |                 | 8 luglio 1969     |                 |
| 239 | In Need of Care (Part 1)                                       |                 | 14 luglio 1969    |                 |
| 240 | In Need of Care (Part 2)                                       |                 | 15 luglio 1969    |                 |
| 241 | From Information Received (Part 1)                             |                 | 21 luglio 1969    |                 |
| 242 | From Information Received (Part 2)                             |                 | 22 luglio 1969    |                 |
| 243 | Have a Go, Joe! (Part 1)                                       |                 | 28 luglio 1969    |                 |
| 244 | Have a Go, Joe! (Part 2)                                       |                 | 29 luglio 1969    |                 |
| 245 | According to Plan (Part 1)                                     |                 | 4 agosto 1969     |                 |
| 246 | According to Plan (Part 2)                                     |                 | 5 agosto 1969     |                 |
| 247 | The Shooter (Part 1)                                           |                 | 11 agosto 1969    |                 |
| 248 | The Shooter (Part 2)                                           |                 | 12 agosto 1969    |                 |
| 249 | Dear Old Golden Rule Days... (Part 1)                          |                 | 18 agosto 1969    |                 |
| 250 | Dear Old Golden Rule Days... (Part 2)                          |                 | 19 agosto 1969    |                 |
| 251 | Allegation (Part 1)                                            |                 | 25 agosto 1969    |                 |
| 252 | Allegation (Part 2)                                            |                 | 26 agosto 1969    |                 |
| 253 | You Can't Trust Anyone (Part 1)                                |                 | 1º settembre 1969 |                 |
| 254 | You Can't Trust Anyone (Part 2)                                |                 | 2 settembre 1969  |                 |
| 255 | The Dog Lover (Part 1)                                         |                 | 8 settembre 1969  |                 |
| 256 | The Dog Lover (Part 2)                                         |                 | 9 settembre 1969  |                 |
| 257 | It's Been a Long Time (Part 1)                                 |                 | 15 settembre 1969 |                 |
| 258 | It's Been a Long Time (Part 2)                                 |                 | 16 settembre 1969 |                 |
| 259 | No Time to Think (Part 1)                                      |                 | 22 settembre 1969 |                 |
| 260 | No Time to Think (Part 2)                                      |                 | 23 settembre 1969 |                 |
| 261 | Not That Sort of Policeman (Part 1)                            |                 | 29 settembre 1969 |                 |
| 262 | Not That Sort of Policeman (Part 2)                            |                 | 30 settembre 1969 |                 |
| 263 | A Place of Safety (Part 1)                                     |                 | 6 ottobre 1969    |                 |
| 264 | A Place of Safety (Part 2)                                     |                 | 7 ottobre 1969    |                 |
| 265 | Lost and Found (Part 1)                                        |                 | 13 ottobre 1969   |                 |
| 266 | Lost and Found (Part 2)                                        |                 | 14 ottobre 1969   |                 |
| 267 | Gyppo (Part 1)                                                 |                 | 20 ottobre 1969   |                 |
| 268 | Gyppo (Part 2)                                                 |                 | 21 ottobre 1969   |                 |
| 269 | Give a Dog a Bad Name (Part 1)                                 |                 | 27 ottobre 1969   |                 |
| 270 | Give a Dog a Bad Name (Part 2)                                 |                 | 28 ottobre 1969   |                 |
| 271 | Nobody Loves Us (Part 1)                                       |                 | 3 novembre 1969   |                 |
| 272 | Nobody Loves Us (Part 2)                                       |                 | 4 novembre 1969   |                 |
| 273 | A Right Cock-'N-Bull Story (Part 1)                            |                 | 10 novembre 1969  |                 |
| 274 | A Right Cock-'N-Bull Story (Part 2)                            |                 | 11 novembre 1969  |                 |
| 275 | Two for the Record (Part 1)                                    |                 | 17 novembre 1969  |                 |
| 276 | Two for the Record (Part 2)                                    |                 | 18 novembre 1969  |                 |
| 277 | Quiet Day (Part 1)                                             |                 | 24 novembre 1969  |                 |
| 278 | Quiet Day (Part 2)                                             |                 | 25 novembre 1969  |                 |
| 279 | None the Worse (Part 1)                                        |                 | 1º dicembre 1969  |                 |
| 280 | None the Worse (Part 2)                                        |                 | 2 dicembre 1969   |                 |
| 281 | None the Worse (Part 3)                                        |                 | 8 dicembre 1969   |                 |
| 282 | None the Worse (Part 4)                                        |                 | 9 dicembre 1969   |                 |
| 283 | Barricade (Part 1)                                             |                 | 15 dicembre 1969  |                 |
| 284 | Barricade (Part 2)                                             |                 | 16 dicembre 1969  |                 |
| 285 | The Best Day of the Year (Part 1)                              |                 | 22 dicembre 1969  |                 |
| 286 | The Best Day of the Year (Part 2)                              |                 | 23 dicembre 1969  |                 |
| 287 | Score to Settle (Part 1)                                       |                 | 29 dicembre 1969  |                 |
| 288 | Score to Settle (Part 2)                                       |                 | 30 dicembre 1969  |                 |
| 289 | Tune on a Bent Trumpet (Part 1)                                |                 | 5 gennaio 1970    |                 |
| 290 | Tune on a Bent Trumpet (Part 2)                                |                 | 6 gennaio 1970    |                 |
| 291 | They Call It Justice (Part 1)                                  |                 | 12 gennaio 1970   |                 |
| 292 | They Call It Justice (Part 2)                                  |                 | 13 gennaio 1970   |                 |
| 293 | No Questions Asked (Part 1)                                    |                 | 19 gennaio 1970   |                 |
| 294 | No Questions Asked (Part 2)                                    |                 | 20 gennaio 1970   |                 |
| 295 | Threats and Menaces (Part 1)                                   |                 | 26 gennaio 1970   |                 |
| 296 | Threats and Menaces (Part 2)                                   |                 | 27 gennaio 1970   |                 |
| 297 | Lost (Part 1)                                                  |                 | 2 febbraio 1970   |                 |
| 298 | Lost (Part 2)                                                  |                 | 3 febbraio 1970   |                 |
| 299 | Infamous Conduct (Part 1)                                      |                 | 9 febbraio 1970   |                 |
| 300 | Infamous Conduct (Part 2)                                      |                 | 10 febbraio 1970  |                 |
| 301 | All Coppers Are Nanas (Part 1)                                 |                 | 16 febbraio 1970  |                 |
| 302 | All Coppers Are Nanas (Part 2)                                 |                 | 17 febbraio 1970  |                 |
| 303 | Nice Bit O' Stuff (Part 1)                                     |                 | 23 febbraio 1970  |                 |
| 304 | Nice Bit O' Stuff (Part 2)                                     |                 | 24 febbraio 1970  |                 |
| 305 | For Old Time's Sake! (Part 1)                                  |                 | 2 marzo 1970      |                 |
| 306 | For Old Time's Sake! (Part 2)                                  |                 | 3 marzo 1970      |                 |
| 307 | A Day Like Every Day (Part 1)                                  |                 | 9 marzo 1970      |                 |
| 308 | A Day Like Every Day (Part 2)                                  |                 | 10 marzo 1970     |                 |
| 309 | Eleanor Rigby Slept Here (Part 1)                              |                 | 16 marzo 1970     |                 |
| 310 | Eleanor Rigby Slept Here (Part 2)                              |                 | 17 marzo 1970     |                 |
| 311 | A Right Tommy Kelly Do (Part 1)                                |                 | 23 marzo 1970     |                 |
| 312 | A Right Tommy Kelly Do (Part 2)                                |                 | 24 marzo 1970     |                 |
| 313 | Cruising for Burglars (Part 1)                                 |                 | 6 aprile 1970     |                 |
| 314 | Cruising for Burglars (Part 2)                                 |                 | 7 aprile 1970     |                 |
| 315 | In and Out (Part 1)                                            |                 | 13 aprile 1970    |                 |
| 316 | In and Out (Part 2)                                            |                 | 14 aprile 1970    |                 |
| 317 | In and Out (Part 3)                                            |                 | 20 aprile 1970    |                 |
| 318 | In and Out (Part 4)                                            |                 | 21 aprile 1970    |                 |
| 319 | It's Only a Game (Part 1)                                      |                 | 27 aprile 1970    |                 |
| 320 | It's Only a Game (Part 2)                                      |                 | 28 aprile 1970    |                 |
| 321 | A Quiet Sort of Lad (Part 1)                                   |                 | 4 maggio 1970     |                 |
| 322 | A Quiet Sort of Lad (Part 2)                                   |                 | 5 maggio 1970     |                 |
| 323 | Night Out (Part 1)                                             |                 | 11 maggio 1970    |                 |
| 324 | Night Out (Part 2)                                             |                 | 12 maggio 1970    |                 |
| 325 | One Bad Apple (Part 1)                                         |                 | 18 maggio 1970    |                 |
| 326 | One Bad Apple (Part 2)                                         |                 | 19 maggio 1970    |                 |
| 327 | If You Can't Beat 'Em (Part 1)                                 |                 | 25 maggio 1970    |                 |
| 328 | If You Can't Beat 'Em (Part 2)                                 |                 | 26 maggio 1970    |                 |
| 329 | Couldn't Happen to a Nicer Girl (Part 1)                       |                 | 1º giugno 1970    |                 |
| 330 | Couldn't Happen to a Nicer Girl (Part 2)                       |                 | 2 giugno 1970     |                 |
| 331 | A Couple of Comic Turns (Part 1)                               |                 | 6 luglio 1970     |                 |
| 332 | A Couple of Comic Turns (Part 2)                               |                 | 7 luglio 1970     |                 |
| 333 | By Bread Alone (Part 1)                                        |                 | 13 luglio 1970    |                 |
| 334 | By Bread Alone (Part 2)                                        |                 | 14 luglio 1970    |                 |
| 335 | The Helpers (Part 1)                                           |                 | 20 luglio 1970    |                 |
| 336 | The Helpers (Part 2)                                           |                 | 21 luglio 1970    |                 |
| 337 | Missile Mile (Part 1)                                          |                 | 27 luglio 1970    |                 |
| 338 | Missile Mile (Part 2)                                          |                 | 28 luglio 1970    |                 |
| 339 | I Wouldn't Give You Tuppence for Your Old Watch Chain (Part 1) |                 | 3 agosto 1970     |                 |
| 340 | I Wouldn't Give You Tuppence for Your Old Watch Chain (Part 2) |                 | 4 agosto 1970     |                 |
| 341 | Weekend with Sally (Part 1)                                    |                 | 10 agosto 1970    |                 |
| 342 | Weekend with Sally (Part 2)                                    |                 | 11 agosto 1970    |                 |
| 343 | Bottoms Up for the Walking Dead (Part 1)                       |                 | 17 agosto 1970    |                 |
| 344 | Bottoms Up for the Walking Dead (Part 2)                       |                 | 18 agosto 1970    |                 |
| 345 | Give and Take (Part 1)                                         |                 | 24 agosto 1970    |                 |
| 346 | Give and Take (Part 2)                                         |                 | 25 agosto 1970    |                 |
| 347 | Who's Sylvia, Then? (Part 1)                                   |                 | 7 settembre 1970  |                 |
| 348 | Who's Sylvia, Then? (Part 2)                                   |                 | 8 settembre 1970  |                 |
| 349 | A Lot of Fuss for Fifteen Quid (Part 1)                        |                 | 14 settembre 1970 |                 |
| 350 | A Lot of Fuss for Fifteen Quid (Part 2)                        |                 | 15 settembre 1970 |                 |
| 351 | The Other Arm of the Law (Part 1)                              |                 | 21 settembre 1970 |                 |
| 352 | The Other Arm of the Law (Part 2)                              |                 | 22 settembre 1970 |                 |
| 353 | To Ray - Love Anne (Part 1)                                    |                 | 28 settembre 1970 |                 |
| 354 | To Ray - Love Anne (Part 2)                                    |                 | 29 settembre 1970 |                 |
| 355 | A Big Shadow (Part 1)                                          |                 | 5 ottobre 1970    |                 |
| 356 | A Big Shadow (Part 2)                                          |                 | 6 ottobre 1970    |                 |
| 357 | The Senior Partner (Part 1)                                    |                 | 12 ottobre 1970   |                 |
| 358 | The Senior Partner (Part 2)                                    |                 | 13 ottobre 1970   |                 |
| 359 | Talking to an Elephant (Part 1)                                |                 | 19 ottobre 1970   |                 |
| 360 | Talking to an Elephant (Part 2)                                |                 | 20 ottobre 1970   |                 |
| 361 | Off with the Motley (Part 1)                                   |                 | 26 ottobre 1970   |                 |
| 362 | Off with the Motley (Part 2)                                   |                 | 27 ottobre 1970   |                 |
| 363 | Whatever Happened to the Glory Boy? (Part 1)                   |                 | 2 novembre 1970   |                 |
| 364 | Whatever Happened to the Glory Boy? (Part 2)                   |                 | 3 novembre 1970   |                 |
| 365 | Have You Seen Davie Richards? (Part 1)                         |                 | 9 novembre 1970   |                 |
| 366 | Have You Seen Davie Richards? (Part 2)                         |                 | 10 novembre 1970  |                 |
| 367 | A Very High Rocket (Part 1)                                    |                 | 16 novembre 1970  |                 |
| 368 | A Very High Rocket (Part 2)                                    |                 | 17 novembre 1970  |                 |
| 369 | The Little Woman (Part 1)                                      |                 | 23 novembre 1970  |                 |
| 370 | The Little Woman (Part 2)                                      |                 | 24 novembre 1970  |                 |
| 371 | Stop Over (Part 1)                                             |                 | 30 novembre 1970  |                 |
| 372 | Stop Over (Part 2)                                             |                 | 1º dicembre 1970  |                 |
| 373 | Strictly Cash (Part 1)                                         |                 | 7 dicembre 1970   |                 |
| 374 | Strictly Cash (Part 2)                                         |                 | 8 dicembre 1970   |                 |
| 375 | Playing for Keeps (Part 1)                                     |                 | 14 dicembre 1970  |                 |
| 376 | Playing for Keeps (Part 2)                                     |                 | 15 dicembre 1970  |                 |
| 377 | Christmas Is Coming (Part 1)                                   |                 | 21 dicembre 1970  |                 |
| 378 | Christmas Is Coming (Part 2)                                   |                 | 22 dicembre 1970  |                 |
| 379 | Let Nothing You Dismay                                         |                 | 29 dicembre 1970  |                 |
| 380 | Prevention (Part 1)                                            |                 | 4 gennaio 1971    |                 |
| 381 | Prevention (Part 2)                                            |                 | 5 gennaio 1971    |                 |
| 382 | Right of Way (Part 1)                                          |                 | 11 gennaio 1971   |                 |
| 383 | Right of Way (Part 2)                                          |                 | 12 gennaio 1971   |                 |
| 384 | Nobody Wins, Nobody Loses (Part 1)                             |                 | 18 gennaio 1971   |                 |
| 385 | Nobody Wins, Nobody Loses (Part 2)                             |                 | 19 gennaio 1971   |                 |
| 386 | By-Pass (Part 1)                                               |                 | 25 gennaio 1971   |                 |
| 387 | By-Pass (Part 2)                                               |                 | 26 gennaio 1971   |                 |
| 388 | Love's a Dead Lumber (Part 1)                                  |                 | 1º febbraio 1971  |                 |
| 389 | Love's a Dead Lumber (Part 2)                                  |                 | 2 febbraio 1971   |                 |
| 390 | The More We Are Together (Part 1)                              |                 | 8 febbraio 1971   |                 |
| 391 | The More We Are Together (Part 2)                              |                 | 9 febbraio 1971   |                 |
| 392 | Make Yourself at Home (Part 1)                                 |                 | 15 febbraio 1971  |                 |
| 393 | Make Yourself at Home (Part 2)                                 |                 | 16 febbraio 1971  |                 |
| 394 | Triangle Squared (Part 1)                                      |                 | 22 febbraio 1971  |                 |
| 395 | Triangle Squared (Part 2)                                      |                 | 23 febbraio 1971  |                 |
| 396 | Hold Up (Part 1)                                               |                 | 1º marzo 1971     |                 |
| 397 | Hold Up (Part 2)                                               |                 | 2 marzo 1971      |                 |
| 398 | The Snoozer (Part 1)                                           |                 | 8 marzo 1971      |                 |
| 399 | The Snoozer (Part 2)                                           |                 | 9 marzo 1971      |                 |
| 400 | Little Girl Lost (Part 1)                                      |                 | 15 marzo 1971     |                 |
| 401 | Little Girl Lost (Part 2)                                      |                 | 16 marzo 1971     |                 |
| 402 | Influence (Part 1)                                             |                 | 22 marzo 1971     |                 |
| 403 | Influence (Part 2)                                             |                 | 23 marzo 1971     |                 |
| 404 | Kid's Stuff                                                    |                 | 30 marzo 1971     |                 |
| 405 | It Can Get to Be a Habit (Part 1)                              |                 | 5 aprile 1971     |                 |
| 406 | It Can Get to Be a Habit (Part 2)                              |                 | 6 aprile 1971     |                 |
| 407 | Bad Tuesday                                                    |                 | 13 aprile 1971    |                 |
| 408 | System                                                         |                 | 22 aprile 1971    |                 |
| 409 | Say Two Hellos                                                 |                 | 29 aprile 1971    |                 |
| 410 | The Taker                                                      |                 | 6 maggio 1971     |                 |
| 411 | Find                                                           |                 | 13 maggio 1971    |                 |
| 412 | Lawbreakers                                                    |                 | 20 maggio 1971    |                 |
| 413 | Cars                                                           |                 | 27 maggio 1971    |                 |
| 414 | Penny Wise                                                     |                 | 3 giugno 1971     |                 |
| 415 | No Job for a Woman                                             |                 | 10 giugno 1971    |                 |
| 416 | Territory                                                      |                 | 24 giugno 1971    |                 |